# Hipóstase dos Arcontes
A Hipóstase dos Arcontes ou A Realidade dos Regentes que é uma exegese dos seis primeiros capítulos do Livro do Gênesis que expressa uma mitologia gnóstica da criação do cosmos e da humanidade.
Em 1945, uma cópia foi encontrada na Biblioteca de Nag Hammadi (Codex II), numa versão em copta. O original nunca foi encontrado e esta é a única versão conhecida.
Acredita-se que o original tenha sido escrito no século II dC, acredita-se que ele se origina de um período de transição no Gnosticismo, quando estava se convertendo de uma fase puramente mística em uma mais filosófica. O início e a conclusão do documento são do gnosticismo cristão, mas o resto do material é uma narrativa mitológica da origem e natureza dos poderes arcônticos populando os céus entre a Terra e a Ogdóade, e como o destino dos homens é afetado por estes eventos primordiais.

## Conteúdo
O texto é apresentado como um tratado erudito no qual o professor endereça um tópico sugerido pela pessoa a quem o texto é dedicado. O tratado começa com um fragmento de cosmogonia, que leva a uma revisionista "história verdadeira" da história da criação no Gênesis, refletindo a desconfiança dos Gnósticos pelo mundo material e o Demiurgo que o criou. Na narrativa existe uma "revelação angelical" em forma de diálogo onde um anjo repete e elabora o fragmento de cosmogonia para um escopo muito mais amplo, concluindo com uma profecia histórica sobre a vinda do salvador e o fim dos tempos.
Embora as etimologias e trocadilhos com nomes Semíticos sugere que o autor tenha tido contato intenso com lendas e tradições judaicas e também com a Mitologia grega, o mito é proposto como antissemita. Adicionalmente, fora o primeiro parágrafo, o trabalho não contém nenhuma característica Cristã não-gnóstica.

## Personagens Místicos
- O Pai de Tudo: O Virginal Espírito Invisível
- Incorruptibilidade
- A Criança: Preside sobre o Tudo
- Os Quatro Luminares: Eleleth e três outros
- O Verdadeiro Ser Humano
- A Raça Não Dominada
- Sabedoria: Sophia ou Pistis Sophia
- Vida: Filha de Sophia
- Yaldabaoth: O Regente Máximo, também chamado de Saklas (tolo) e Samael (deus cego)
- Sabaoth: Um dos primeiros sete filhos de Yaldabaoth
- Adão: O primeiro ser humano
- Eva: Esposa de Adão e sua contraparte
- Cain: Filho de Eva concebido pelos Regentes
- Abel: Filho de Eva concebido por Adão
- Seth: Filho de Eva concebido por Deus
- Norea: Filha de Eva[3]

## Ligações Externas
- Robinson, James M. (1990). The Nag Hammadi Library, revised edition. The Hypostasis of the Archons (Trad. Bentley Layton) (em inglês). São Francisco: Harper Collins
- Traduzido por Anne McGuire em inglês